# Káranice
Káranice (německy Karanitz) jsou obec v okrese Hradec Králové v Královéhradeckém kraji. Žije v ní 216 obyvatel.

## Historie
První písemná zmínka o obci pochází v kupní smlouvě z roku 1429, v níž Unka z Přestavlk kupuje za 3000 kop grošů Káranice (Karanicz) s okolními vesnicemi. V roce 1494 získali Káranice Pernštejnové, kteří vesnici připojili k chlumeckému panství. V roce 1775 se zdejší hospodáři zapojili do selského povstání, které dalo vzniknout rčení „Dopadli jako sedláci u Chlumce“. V roce 1790 císař Josef II. rozdělil půdu a dovolil usídlení přistěhovalců. V roce 1654 měly Káranice 8 stavení, v roce 1843 již 26 domů a 196 obyvatel.
V roce 1849 se Káranice staly samostatnou politickou obcí. V roce 1896 byla zakoupena stříkačka a založen SDH Káranice, jenž v obci stále funguje. V roce 1924 byla postavena nádražní budova na hlavní trati Praha - Hradec Králové, která zůstala dominantou Káranic dodnes. V roce 1925 byla provedena elektrifikace obce.
V obci se nachází pošta, nádraží, pohostinství a zrekonstruovaný obchod. Pro sportovní vyžití je tu tenisové, beachvolejbalové a fotbalové hřiště, a dětské hřiště s herními prvky. Kulturní a společenské akce se konají v místním hostinci.
V obci je zaveden plyn a obecní vodovod, byla vybudována obecní čistička i položeny nové chodníky. Obec má vlastní kamerový systém. Největším zaměstnavatelem v obci je podnik Mramorit Káranice, který se zabývá výrobou koupelen z umělého mramoru.
V letech 1850–1913 k obci patřily Chudeřice.

## Obyvatelstvo
| Rok            | 1869 | 1880 | 1890 | 1900 | 1910 | 1921 | 1930 | 1950 | 1961 | 1970 | 1980 | 1991 | 2001 | 2011 | 2021 |
| -------------- | ---- | ---- | ---- | ---- | ---- | ---- | ---- | ---- | ---- | ---- | ---- | ---- | ---- | ---- | ---- |
| Počet obyvatel | 215  | 220  | 219  | 238  | 242  | 245  | 295  | 213  | 206  | 203  | 211  | 173  | 183  | 187  | 188  |
| Počet domů     | 31   | 36   | 37   | 37   | 38   | 42   | 58   | 59   | 56   | 58   | 58   | 64   | 65   | 66   | 72   |

## Doprava
Obcí prochází od roku 1873 železniční trať Velký Osek – Hradec Králové, na které je zřízena železniční stanice Káranice. Severní okraj katastrálního území tvoří silnice II/611, tedy původní hlavní silnice z Prahy na Hradec Králové před otevřením dálnice D11. Do obce samé vedou silnice III. třídy.

## Galerie

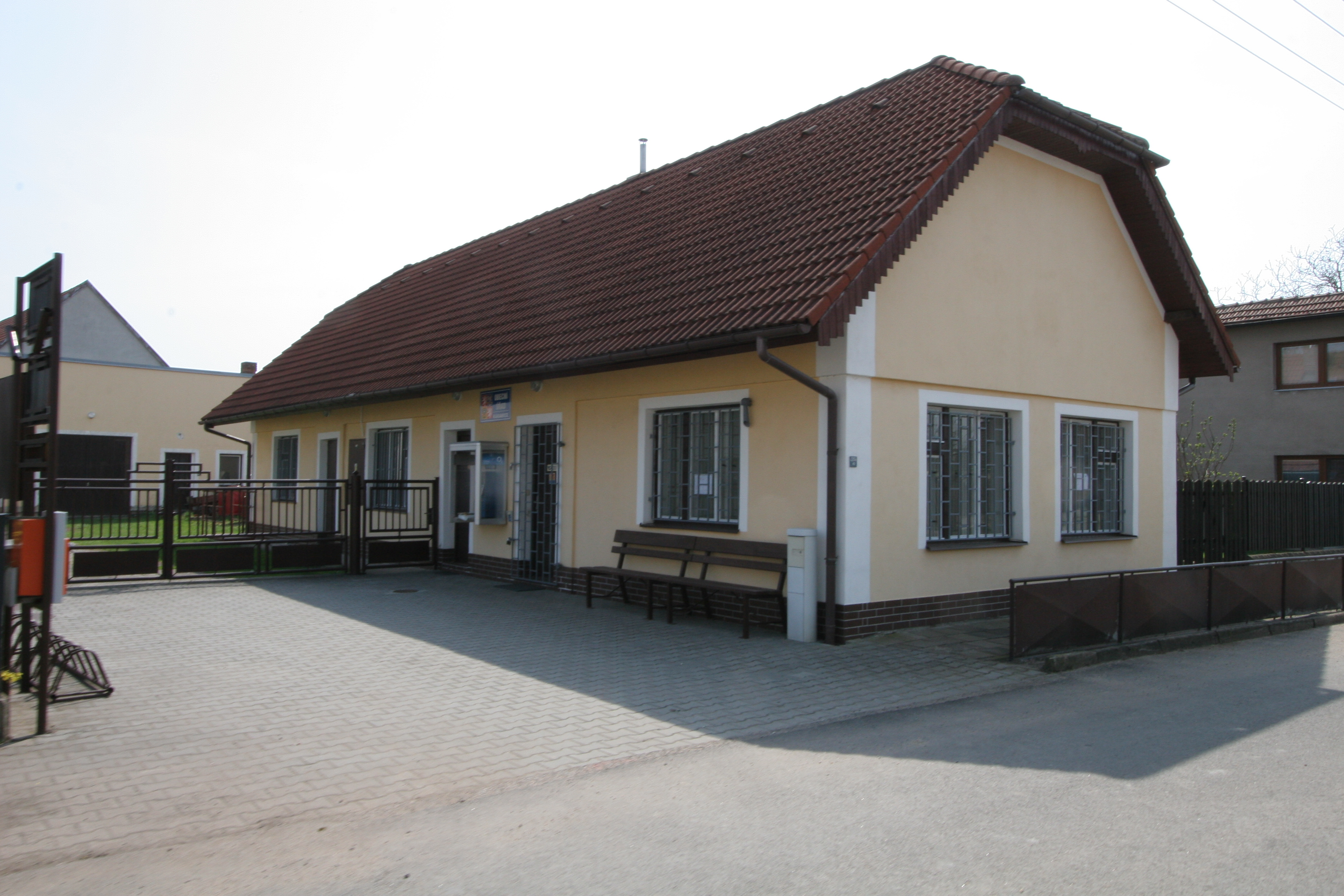
Obecní úřad
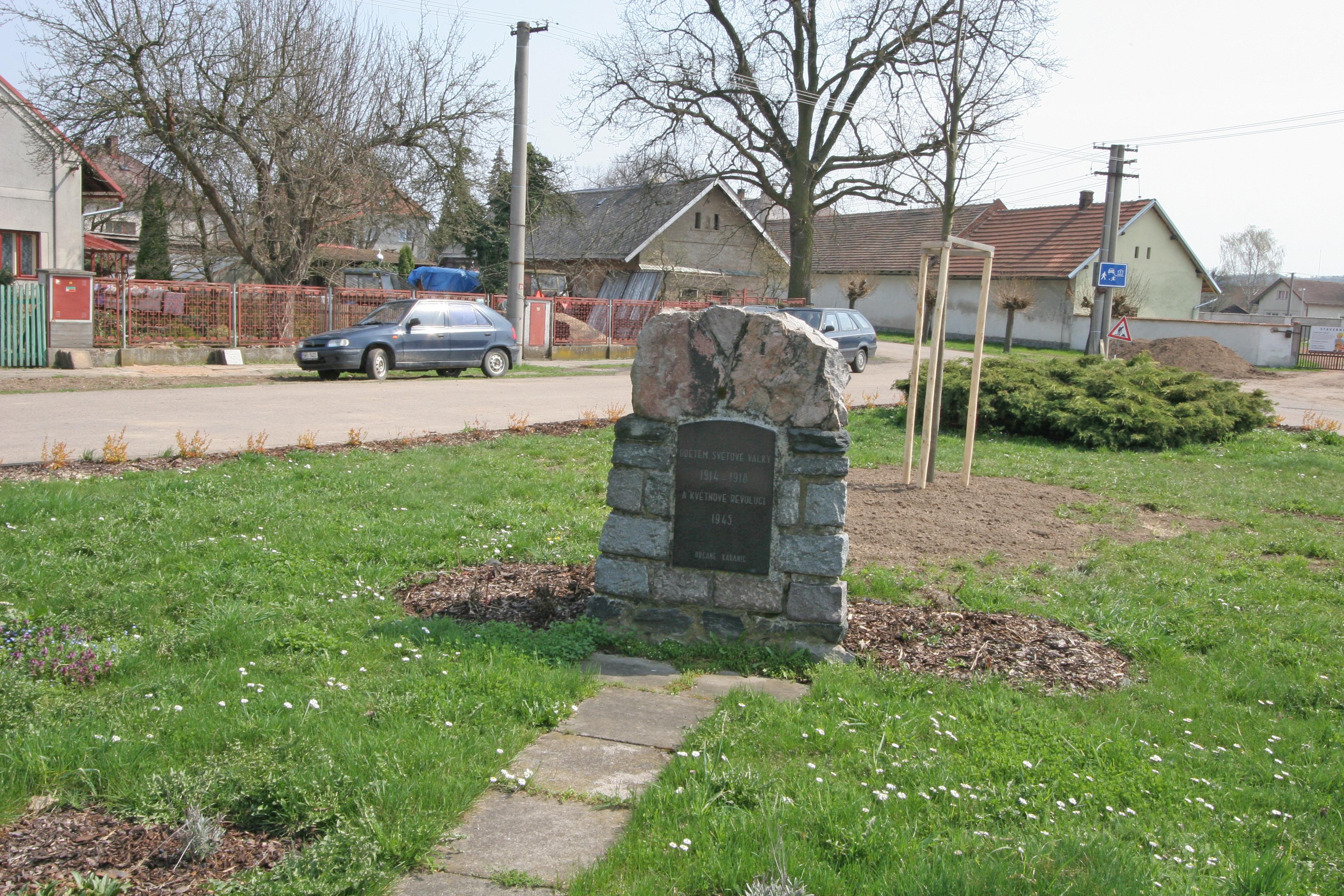
Pomník
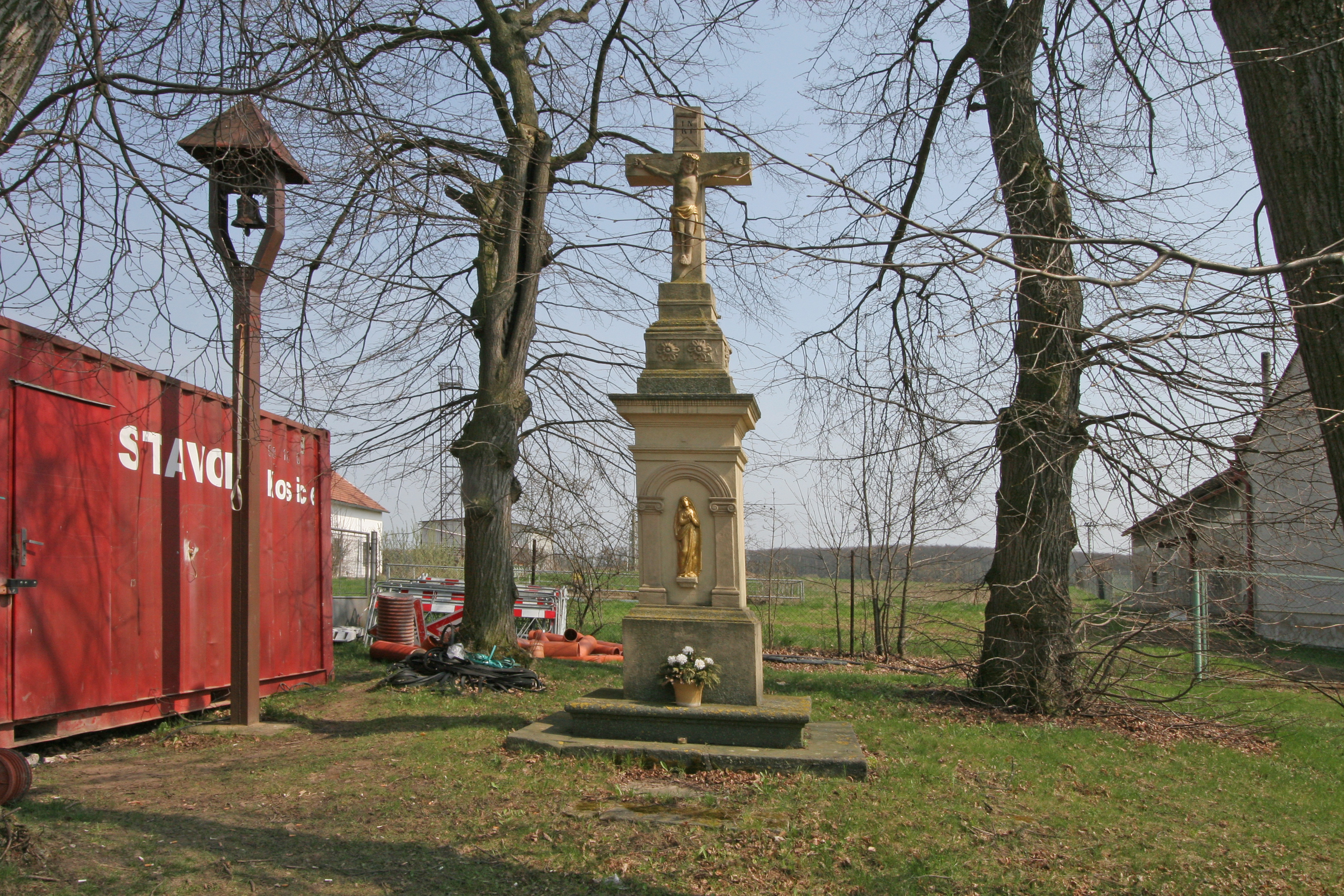
Zvonice a křížek
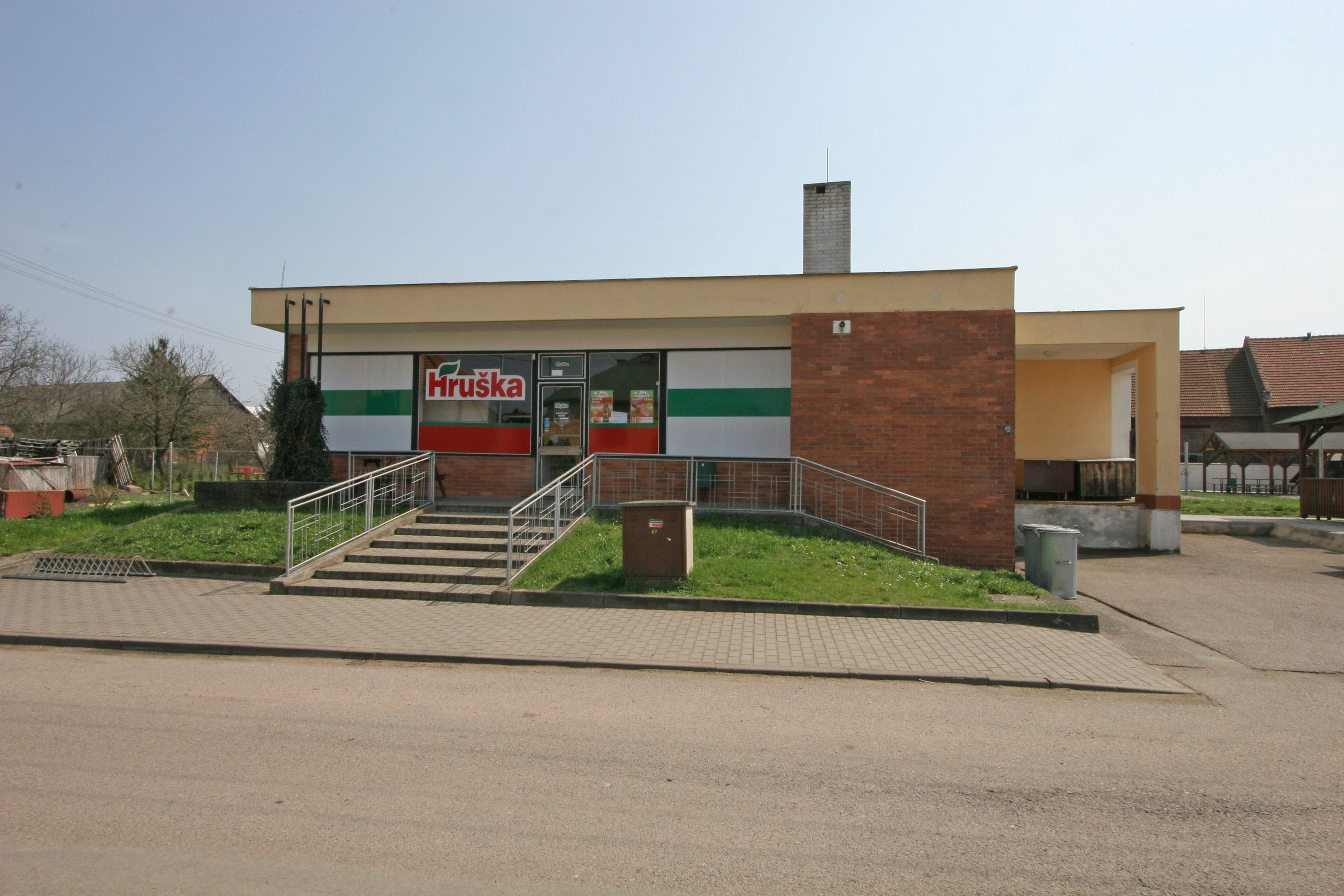
Prodejna